# Znamení moci
Znamení moci je jedno z nejznámějších a nejvýznamnějších děl Jana Zahradníčka. Jde o rozsáhlou básnickou skladbu o sedmi zpěvech. Není známo, kdy přesně byla napsána; jisté je, že to bylo před básníkovým zatčením a uvězněním v roce 1951, v Československu byla poprvé vydána knižně r. 1968 přičiněním Bedřicha Fučíka. V básni autor za pomoci básnických prostředků a hlubokých alegorií vykresluje komunistický režim, který uchvátil moc v Československu a dalších zemích světa. Popisuje hroucení lidské společnosti a jejích morálních hodnot a zrůdnost režimu, který obelhal lidi a připravil je o jejich lidství. V určitém smyslu je jakýmsi završením skladby La Saletta z roku 1947 – ovšem zatímco ta první vyjadřuje obavu z toho, co může přijít, a co zatím vypadá jako nepoznaná a jakási beztvará hrůza, Znamení moci mluví o poznané hrůze, která je již zde.